# Политические чистки в Турции после военного путча 2016 года
Политические чистки в Турции с 2016 года ― комплекс репрессивных мер, предпринятых правительством Турции в связи с чрезвычайным положением, объявленным в ответ на неудавшийся военный переворот 15 июля 2016 года. Чистки начались с ареста военнослужащих Вооруженных сил Турции, которые были непосредственно связаны с руководством путчистов, хотя позднее начались аресты прочих турецких военных, подозреваемых в нелояльности, а также гражданских служащих и частных лиц. Эти более поздние действия были отражением борьбы за власть между светскими и исламистскими политическими элитами в Турции. При этом они затронули людей, которые не знали о готовящемся перевороте или не принимали в нём никакого участия, но, по утверждению правительства, были связаны с движением Гюлена ― оппозиционной группой, которая, по заявлениям властей, была виновна в покушении на свержение правящего режима. Владение книгами, написанными Гюленом, считалось убедительным доказательством такой связи и поводом для ареста. 
Десятки тысяч государственных служащих, солдат и офицеров подверглись чистке в первую неделю после переворота. Например, 16 июля 2016 года, всего через один день после срыва государственного переворота, 2 745 судей были уволены и задержаны. За этим последовало увольнение или задержание более 100 000 должностных лиц ― эта цифра увеличилась до более 110 000 к началу ноября 2016 года, превысила 125 000 после президентского указа от 22 ноября, достигнув не менее 135 000 с январскими указами, около 160 000 ― после апреля и 180 000 ― после декрета об увольнении в июле 2018 года. В общей сложности около 10% из 2 миллионов государственных служащих Турции были отрешены от своих должностей в результате чисток.
В частном секторе правительство насильственно захватило активы более 1000 компаний на сумму от 11  до 50―60 млрд $  по обвинению в связях с Гюленом и путчистами. К концу 2017 года было арестовано более тысячи активов компаний, принадлежащих физическим лицам, которые, как сообщается, были связаны с движением Гюлена, а товары и услуги, производимые такими компаниями, стали бойкотироваться населением.
Чистки также распространяются на средства массовой информации: телеканалы, газеты и другие СМИ, которые считаются критически настроенными по отношению к правительству, аресту оппозиционеров-журналистов и блокировке Википедии в Турции в 2017 году, которая продлилась с апреля 2017 года по январь 2020 года. С начала сентября 2016 года чрезвычайное положение, введённое после переворота позволило развернуть репрессивные меры против курдских групп и курдской культуры. Было уволено более 11 000 курдских учителей и десятки избранных мэров, последовал арест сопредседателей Демократической партии народов (ДПН) по обвинению в связях с револююционной Рабочей партией Курдистана (РПК). В августе 2018 года турецкий парламент принял новый «антитеррористический» закон, пришедший на смену объявленному чрезвычайному положению.